# مونيكا هوزر
مونيكا هوزر (بالإيطالية: Monika Hauser)‏ هي طبيبة التوليد والنساء إيطالية، ولدت في 24 مايو 1959 في Thal, St. Gallen ‏ في سويسرا.

## وصلات خارجية
- مونيكا هوزر على موقع مونزينجر (الألمانية)